# Will Greenwood
William John Heaton Greenwood (Blackburn, 20 de octubre de 1972) es un exjugador británico de rugby que se desempeñaba como centro.
Will Greenwood jugó para el XV de la Rosa de 1997 a 2004 y formó parte del equipo que se consagró campeón del Mundo en Australia 2003. También fue convocado a los British and Irish Lions para las giras a Sudáfrica 1997, Australia 2001 y Nueva Zelanda 2005.

## Selección nacional
Greenwood debutó en el equipo nacional en 1997. Se retiró de ella al finalizar el Seis Naciones 2004, en total jugó 55 partidos y marcó 31 tries (155 puntos).

### Participaciones en Copas del Mundo
Disputó la Copa del Mundo de Gales 1999 donde Inglaterra fue eliminada en cuartos de final ante los Springboks. Jugó su último Mundial en Australia 2003 donde el XV de la Rosa se consagró campeón del Mundo.
| Mundial                       | Sede      | Resultado        | PJ | Tries |
| ----------------------------- | --------- | ---------------- | -- | ----- |
| Copa Mundial de Rugby de 1999 | Gales     | Cuartos de final | 4  | 1     |
| Copa Mundial de Rugby de 2003 | Australia | Campeón          | 6  | 5     |

## Palmarés
- Campeón del torneo de las Seis Naciones de 2000, 2001 y 2003 con Grand Slam.
- Campeón de la Copa Desafío de 2000/01 y 2003/04.
- Campeón de la Aviva Premiership de 1998-99 y 1999-00.
- Campeón de la Anglo-Welsh Cup de 1996-97.